# هالمارک کاردز

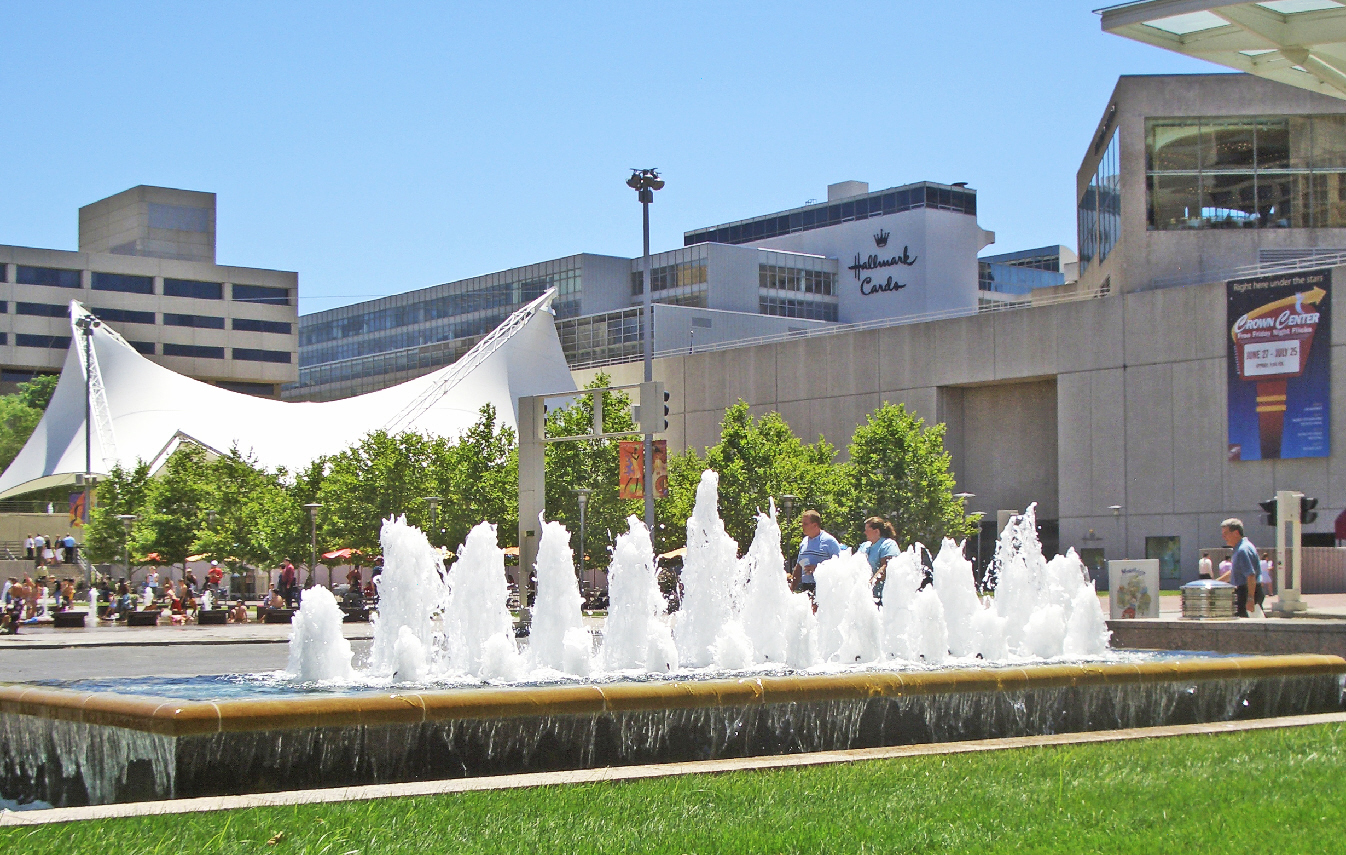
مرکز شرکت در کراون سنتر

شرکت هالمارک کاردز (به انگلیسی: Hallmark Cards) تأسیس ۱۹۱۰ یک شرکت آمریکایی است که در زمینه خدمات گرافیکی و کارتهای پستال در ایالات متحده آمریکا فعالیت می‌کند.
دفتر مرکزی این شرکت در کراون سنتر در کانزاس سیتی قرار دارد.